# British Touring Car Championship 2000

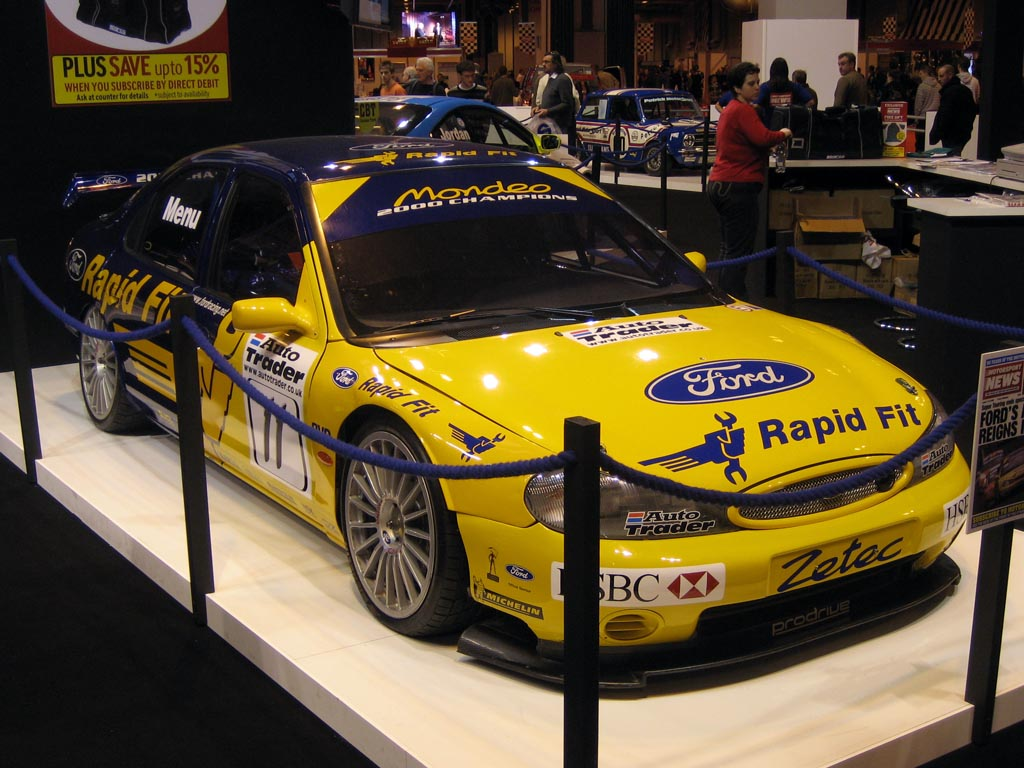
Alain Menus Ford Mondeo från säsongen 2000. Observera att bilden är tagen år 2008.

Auto Trader RAC British Touring Car Championship 2000 var den 43:e säsongen av det brittiska standardvagnsmästerskapet, British Touring Car Championship. Säsongen kördes över tolv tävlingshelger, uppdelade på 24 race. Ford tog en trippelseger med förarna Alain Menu, Anthony Reid och Rickard Rydell.

## Tävlingskalender
| Bana                            | Segrare (Race 1) | Märke    | Segrare (Race 2)  | Märke    |
| ------------------------------- | ---------------- | -------- | ----------------- | -------- |
| Brands Hatch (Grand Prix)       | Alain Menu       | Ford     | Jason Plato       | Vauxhall |
| Donington Park                  | Alain Menu       | Ford     | Alain Menu        | Ford     |
| Thruxton Circuit                | Yvan Muller      | Vauxhall | Yvan Muller       | Vauxhall |
| Knockhill Racing Circuit        | Rickard Rydell   | Ford     | Gabriele Tarquini | Honda    |
| Oulton Park                     | Alain Menu       | Ford     | Tom Kristensen    | Honda    |
| Silverstone Circuit             | James Thompson   | Honda    | Yvan Muller       | Vauxhall |
| Croft Circuit                   | Rickard Rydell   | Ford     | Rickard Rydell    | Ford     |
| Snetterton Motor Racing Circuit | Jason Plato      | Vauxhall | Alain Menu        | Ford     |
| Donington Park                  | Anthony Reid     | Ford     | Gabriele Tarquini | Honda    |
| Brands Hatch (Indy)             | Matt Neal        | Nissan   | Alain Menu        | Ford     |
| Oulton Park                     | Anthony Reid     | Ford     | Gabriele Tarquini | Honda    |
| Silverstone Circuit             | Tom Kristensen   | Honda    | Tom Kristensen    | Honda    |

## Slutställning

### Förarmästerskapet
| Plats | Förare              | Märke    | Poäng |
| ----- | ------------------- | -------- | ----- |
| 1     | Alain Menu          | Ford     | 195   |
| 2     | Anthony Reid        | Ford     | 193   |
| 3     | Rickard Rydell      | Ford     | 178   |
| 4     | Yvan Muller         | Vauxhall | 168   |
| 5     | Jason Plato         | Vauxhall | 160   |
| 6     | Gabriele Tarquini   | Honda    | 149   |
| 7     | Tom Kristensen      | Honda    | 143   |
| 8     | Matt Neal           | Nissan   | 129   |
| 9     | James Thompson      | Honda    | 129   |
| 10    | Vincent Radermecker | Vauxhall | 81    |